# Nertera villosa
Nertera villosa là một loài thực vật có hoa trong họ Thiến thảo. Loài này được B.H.Macmill. & R.Mason mô tả khoa học đầu tiên năm 1995.